# Wanderers (película)
Wanderers es un cortometraje sueco de ciencia ficción de 2014 creado por el artista digital y animador Erik Wernquist. La película muestra lugares reales del Sistema Solar que son investigados por exploradores humanos, ayudados por una hipotética tecnología espacial. De las quince escenas de la película, Wernquist creó algunas utilizando únicamente gráficos por ordenador, pero la mayoría se basan en fotografías reales tomadas por sondas espaciales o rovers combinadas con elementos adicionales generados por ordenador. 
Wanderers está narrado por el astrónomo Carl Sagan, de su audiolibro de 1994 Pale Blue Dot: A Vision of the Human Future in Space.

## Sinopsis
La película comienza con un grupo de nómadas alrededor del 10.000 a. C., viajando por el Oriente Medio en la Tierra. Brillando claramente por encima de ellos en el cielo crepuscular que se oscurece están las cinco "estrellas errantes" a simple vista de nuestro Sistema Solar que podrían ser visitadas algún día por los descendientes de los errantes humanos. La película se sitúa en el futuro y muestra una gran nave interplanetaria saliendo de la órbita de la Tierra, con colonos espaciales de camino a otro planeta o luna.

### Marte

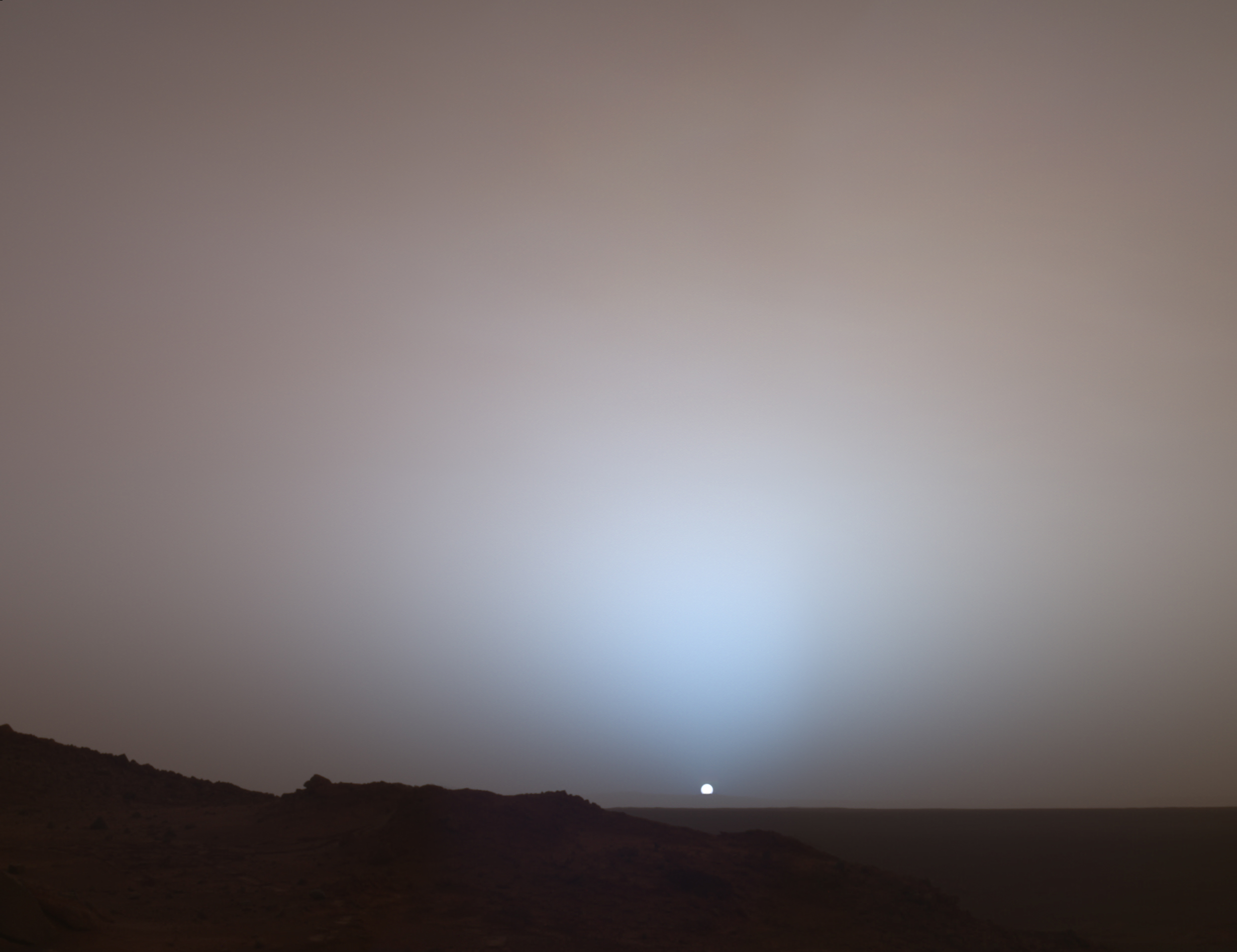
Erik Wernquist añade exploradores humanos a esta foto tomada por el rover Spirit de la NASA en Marte para crear la escena "Atardecer azul" en Wanderers.

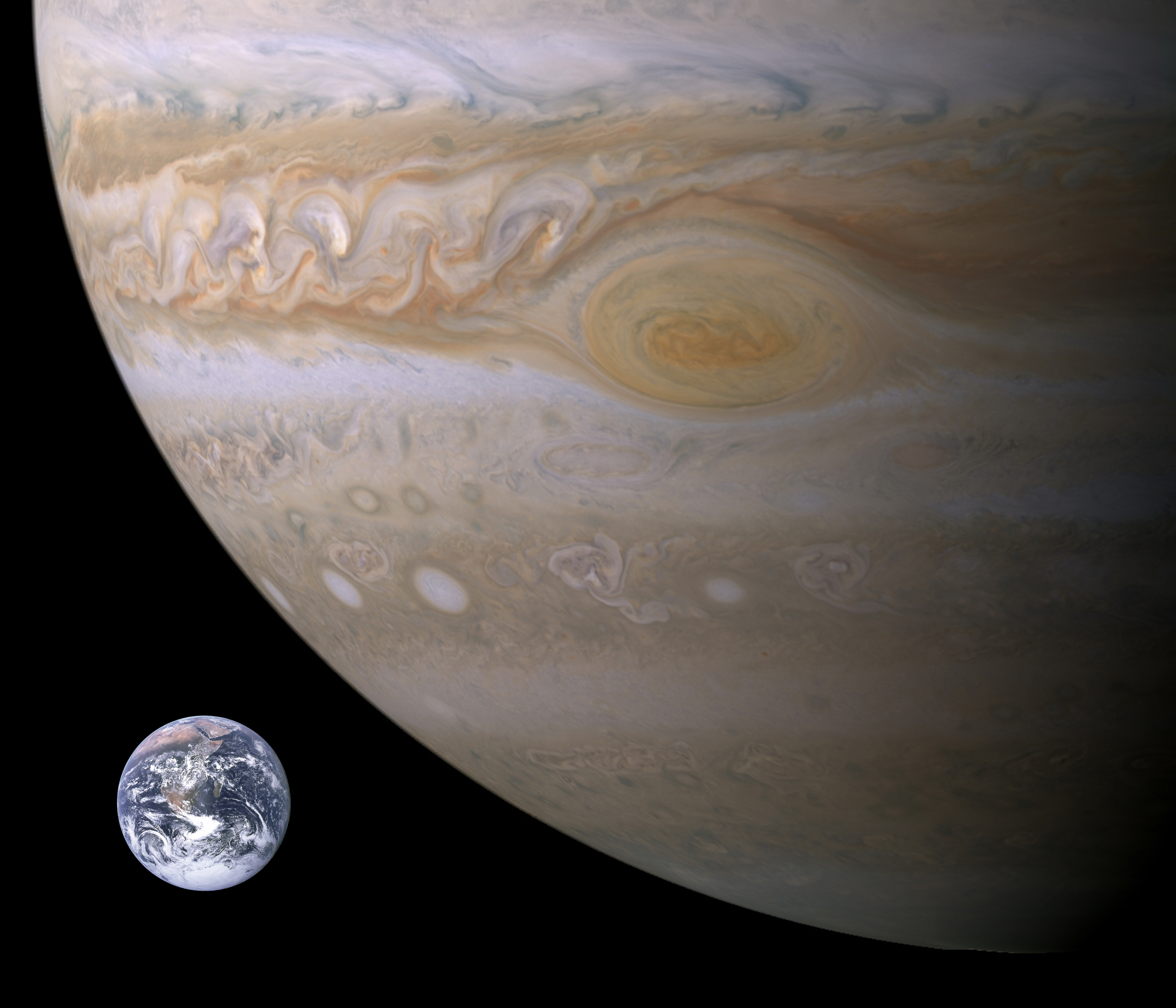
En comparación con la Gravedad terrestre, la enorme masa de Júpiter crea una gravedad superficial tan asfixiante que Wanderers sólo podía mostrar a los aventureros espaciales cerca de la Gran Mancha Roja representándolos en influencia órbita sobre ella.

Además de la Luna de la Tierra, ningún otro cuerpo del Sistema Solar ha sido explorado y examinada para la posible colonización humana futura con más atención que Marte. En Wanderers, Wernquist parte de fotografías de la NASA y elabora tres escenas que muestran el posible futuro marciano: en la primera, la cabina de un teórico ascensor espacial desciende por su cable, transportando suministros a una colonia de Marte que se encuentra debajo, en el segundo, los trabajadores con traje espacial esperan cerca del borde de Cráter Victoria a que se acerquen los dirigibles, y en la tercera, un grupo de excursionistas (que presumiblemente están acostumbrados a ver puestas de sol rojas en la Tierra) disfrutan de la vista del cielo marciano que brilla en azul alrededor del Sol poniente.

### Saturno y sus lunas

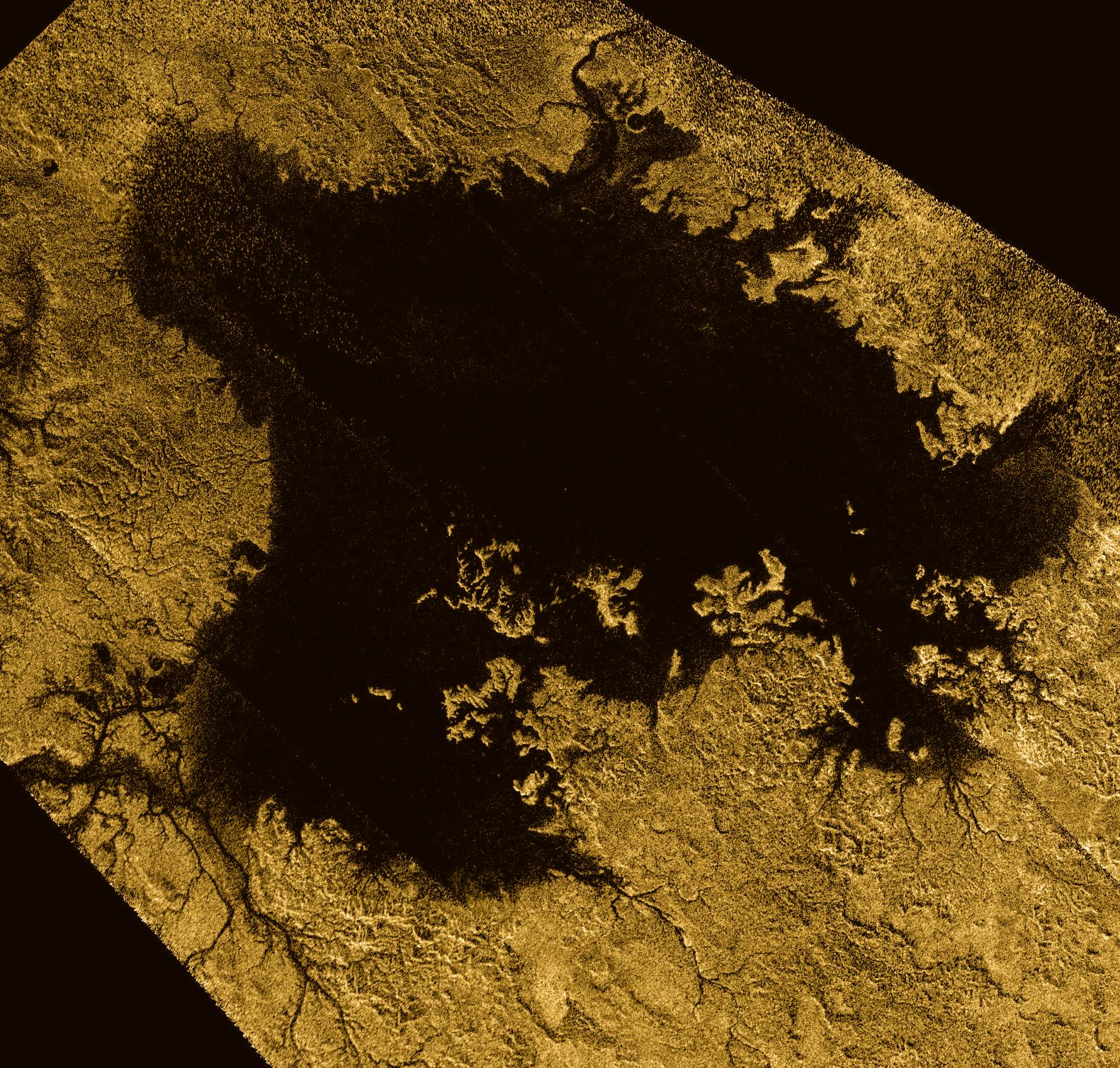
Wanderers muestra a los aventureros con alas de pájaro volando sobre el lago de metano líquido Ligeia Mare en la luna de Saturno Titán.

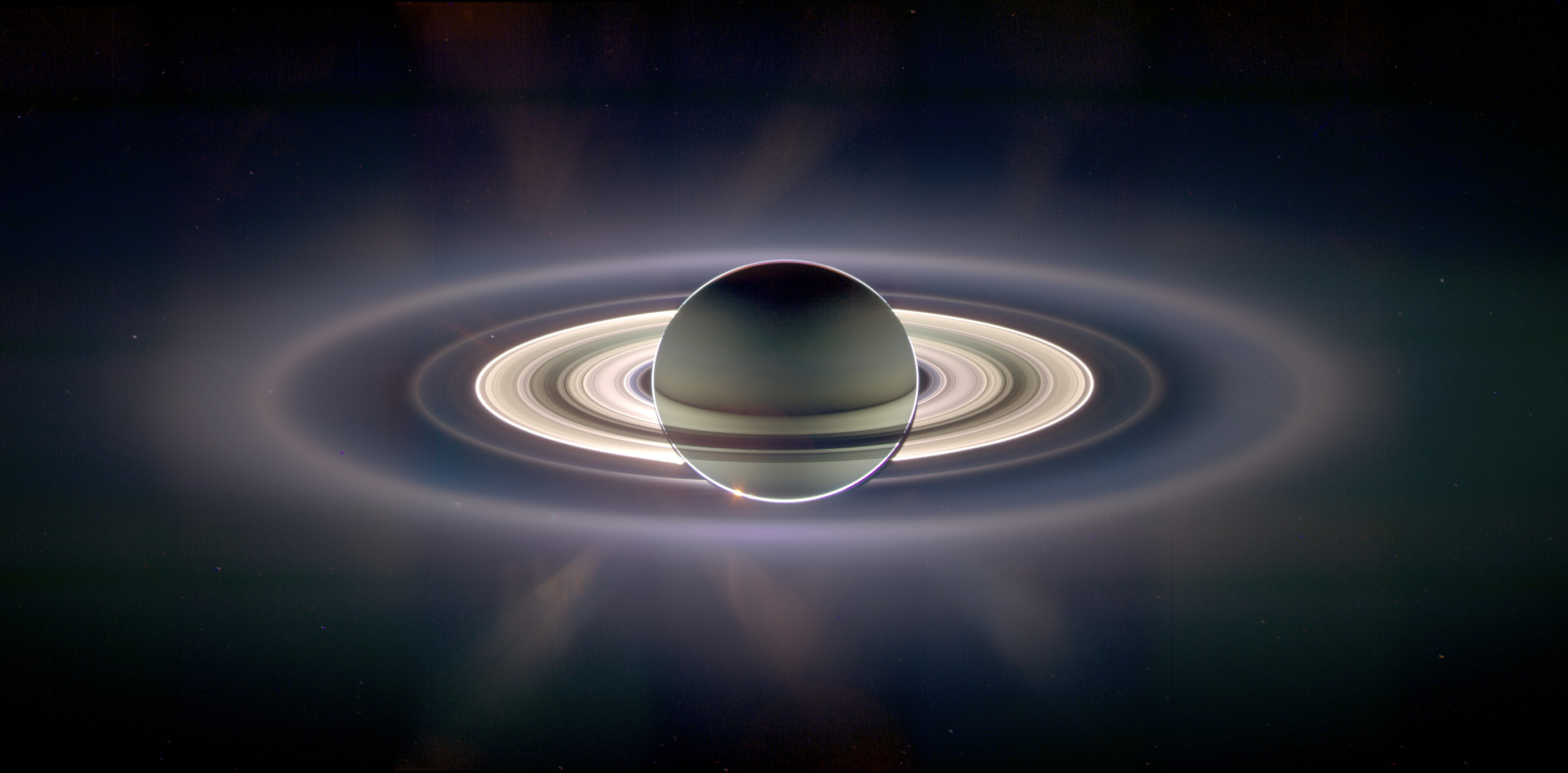
Imágenes como ésta de la Cassini (un mosaico de fotografías reales con colores exagerados) inspiraron la escena final, "Ringshine - (Saturno)".

Wanderers aprovecha la gran cantidad de información e imágenes devueltas por la misión Cassini-Huygens de la NASA / ESA: un tercio de sus escenas muestran a Saturno o una de las sus lunas. Una de las escenas ofrece un primer plano extremo de los anillos de Saturno - la perspectiva es desde el interior del plano de los anillos, mirando desde el interior del amasijo de trozos de hielo de agua que componen los anillos a una persona que flota justo encima del plano. La escena final (de la que se habla con más detalle a continuación) muestra los anillos a distancia, iluminados por el Sol detrás de ellos, arrojando un resplandor luminoso sobre las cimas de las nubes nocturnas de Saturno al que Wernquist se refiere como "brillo de los anillos".
En una escena en la luna de Saturno Titan que sólo es imaginable por los niveles relativamente bajos de gravedad de Titán, su atmósfera espesa y brumosa, y un material aislante térmico aún no descubierto, los humanos vuelan por encima del mar de metano líquido de la luna Ligeia Mare utilizando unas alas que tienen aproximadamente el mismo tamaño -en relación con sus cuerpos- que las alas de los pájaros. La vista de una nave espacial moviéndose a través de los cristales de agua salada expulsados de los géiseres en la luna de Saturno Encélado es un recordatorio de que un océano líquido bajo su superficie helada podría proporcionar un entorno capaz de sustentar alguna forma de vida. Una cadena de asentamientos humanos en la luna de Saturno Jápeto son retratados en los picos de su cresta ecuatorial, cada uno cubierto con una enorme y (aparentemente) transparente cúpula que no obstruye la vista de Saturno y sus anillos. Dado que la órbita de Jápeto está más inclinada con respecto a los anillos que cualquiera de las otras lunas principales de Saturno, Wernquist añade, con gran ayuda, que la hermosa vista "constituiría una propiedad inmobiliaria de gran valor".

### Júpiter, su luna Europa y Miranda (luna de Urano)
Wanderers no especifica si alguno de los exploradores espaciales que representa son astronautas, cosmonautas o taikonautas patrocinados por el gobierno, si son alternativamente astronautas comerciales, participantes en vuelos espaciales o únicamente turistas espaciales. Wernquist los llama simplemente "pasajeros", "personas" y "excursionistas", y ninguna de las naves espaciales que los transportan lleva la insignia de una agencia espacial o de una empresa espacial de financiación privada. Independientemente de su designación oficial, las personas que aparecen en las dos escenas de Júpiter y en la única escena que muestra a Urano y su luna Miranda deben ser referidas como "aventureros".
En una escena mostrada desde la órbita sobre Júpiter, las puertas de la bahía de carga de una nave espacial se abren para revelar a un aventurero atado que comienza una paseo espacial, con la Gran Mancha Roja visible debajo. También vemos a los aventureros caminando por la superficie de hielo de la luna de Júpiter Europa, y que, al hacerlo, también podría estar caminando sobre microbios extraterrestres. (Al igual que la luna de Saturno Encélado, los astrobiólogos están muy centrados en la posibilidad de que Europa pueda albergar vida). Otro grupo de aventureros hacen un salto BASE desde un acantilado en Miranda, la luna más pequeña que orbita el planeta Urano. El acantilado en cuestión, Verona Rupes, puede tener entre 5 y 10 kilómetros de altura. Combinado con la baja gravedad de Miranda, Wernquist estima que los saltadores podrían disfrutar de una caída libre de quizás 12 minutos antes de enganchar un pequeño cohete para frenar su caída.

### El "Terrarium", un asteroide hueco y habitado

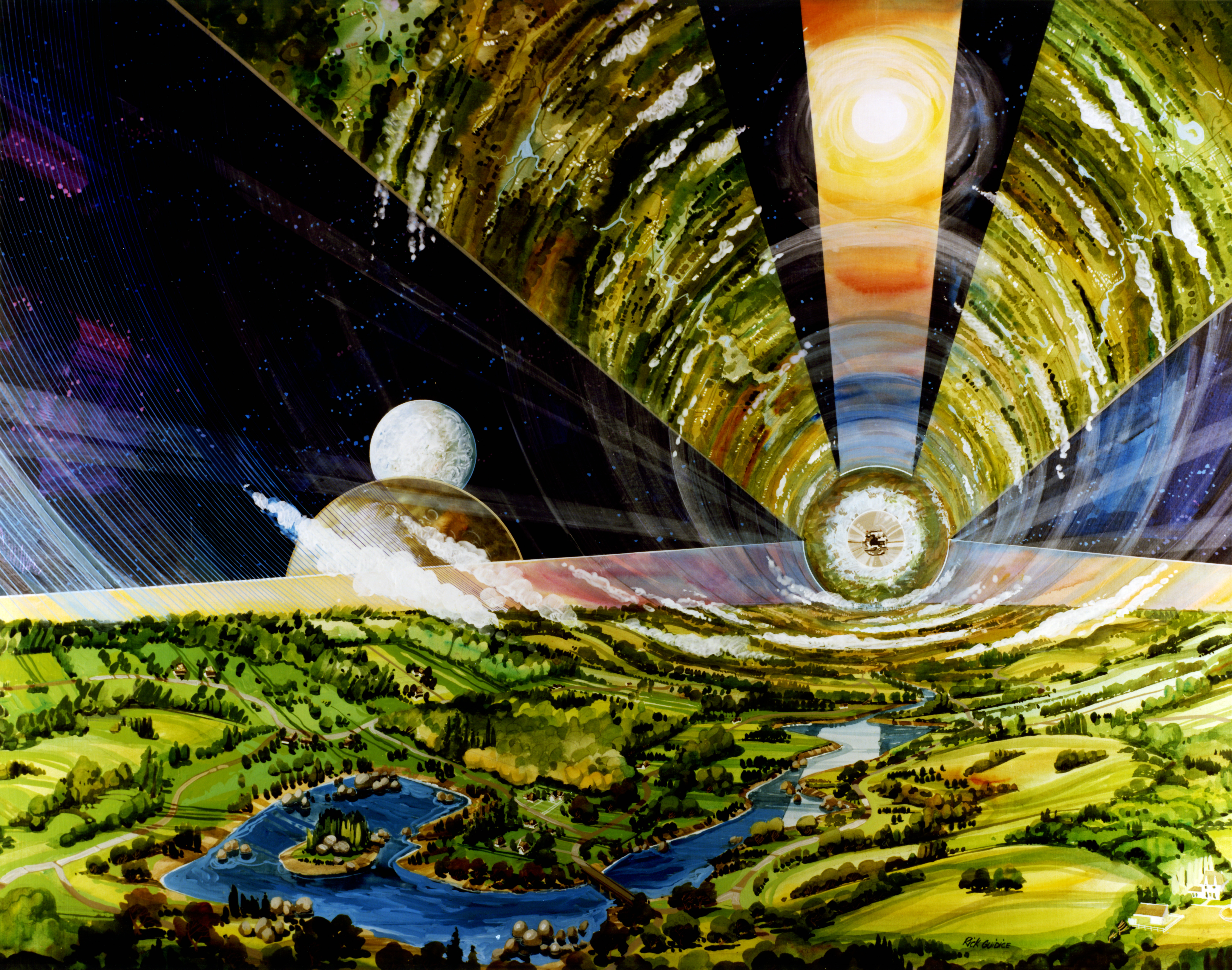
Un cilindro de O'Neill es algo similar al asteroide hueco "terrarium" en Wanderers: ambos son grandes e hipotéticos hábitat espaciales que giran para crear gravedad artificial.

La película incluye una dramática ilustración de la posible utilización de recursos in situ: muestra un Cinturón Principal ahuecado asteroide que podría servir de hábitat para colonos y de estación espacial para los viajeros que se aventuren más allá de la órbita de Marte. La cavidad interior del asteroide / hábitat / estación consiste en un ecosistema autocontenido construido por humanos, completo con atmósfera presurizada, aire respirable, tierra y suelo, masas de agua, y nubes que giran alrededor de una fuente periódica de luz solar artificial.
Wernquist admite que su representación de un asteroide terraformado "es, con mucho, la parte más especulativa de este cortometraje", pero también dice que la incluyó "para visualizar las posibilidades de la ingeniería y la construcción humanas". Llama al asteroide un "terrarium", aplicando el nombre utilizado por Kim Stanley Robinson en su novela de ciencia ficción dura 2312.

### La escena final: el "brillo de los anillos" de Saturno
En Saturno, se muestran dirigibles de fabricación humana en las nubes lejanas, algo similar a los dirigibles tripulados HAVOC contemplados por la NASA para una posible misión a Venus. Los dirigibles están enmarcados por los colosales anillos del planeta. En una de las naves, una exploradora mira a lo lejos, con una chaqueta aislante, una capucha de piel y una máscara protectora. Mientras las nubes de Saturno se reflejan en su casco, que le oculta la boca, sonríe maravillada. La narración de Carl Sagan concluye con la siguiente afirmación:
Tal vez sea un poco pronto. Tal vez aún no sea el momento. Pero esos otros mundos -que prometen oportunidades incalculables- nos invitan a acercanos. En silencio, orbitan alrededor del Sol, esperando.

## Desarrollo
Wanderers se basa en las visiones de su director, Erik Wernquist, sobre las futuras exploraciones de la humanidad en el espacio exterior. Las imágenes de la película, animadas por Wernquist, son recreaciones digitales de lugares reales del Sistema Solar; aunque especulativa, la tecnología humana representada en la película deriva de conceptos e ideas científicas preexistentes. Los fondos de la película se construyen a partir de datos cartográficos y/o de fotografías tomadas por la NASA. Los elementos visuales se inspiran en las obras de los escritores de ciencia ficción Arthur C. Clarke y Kim Stanley Robinson, así como del ilustrador Chesley Bonestell.
Con el permiso de Ann Druyan, la esposa del astrónomo Carl Sagan, Wernquist añadió extractos de la narración de Sagan de su libro Pale Blue Dot a lo largo de la película.

## Liberación y recepción
La película se estrenó en el sitio web para compartir vídeos Vimeo el 11 de octubre de 2014, y se subió oficialmente a YouTube el 4 de agosto de 2015.
El cortometraje ha recibido críticas muy positivas desde su estreno. Leonard David, columnista de Space.com, lo calificó de "maravillosa producción". Amy Shira Teitel, del sitio web Nerdist, dijo que la película era "brillantemente realista" y que "podría ser incluso mejor que Interstellar." Dante D'Orazio, de The Verge, escribió que la película era un "viaje asombrosamente bello a través de nuestro sistema solar", y que aunque "no tiene una historia tradicional, los efectos visuales y la partitura (junto con las palabras de Sagan) le harán soñar a usted también con el día en que nos convirtamos en una especie multiplanetaria."